# Schwegenheim
Schwegenheim település Németországban, Rajna-vidék-Pfalz tartományban. Lakosainak száma 3192 fő (2023. december 31.). Schwegenheim Weingarten és Westheim községekkel határos.

## Népesség
A település népességének változása:
| Lakosok száma | 2077 | 3006 | 3016 | 3059 | 3116 | 3192 |
|               | 1975 | 2017 | 2019 | 2021 | 2022 | 2023 |